# Trigny
Trigny település Franciaországban, Marne megyében. Lakosainak száma 613 fő (2022. január 1.). Trigny Châlons-sur-Vesle, Chenay, Hermonville, Muizon, Pévy és Prouilly községekkel határos.

## Népesség
A település népessége az elmúlt években az alábbi módon változott:
| Lakosok száma | 494  | 502  | 545  | 537  | 538  | 540  | 543  | 542  | 566  | 613  |
|               | 1968 | 1982 | 1990 | 2006 | 2013 | 2015 | 2017 | 2019 | 2020 | 2022 |